# Dél-Bácska
Dél-Bácska este o arie protejată (arie specială de conservare — SAC, sit de importanță comunitară — SCI) din Ungaria întinsă pe o suprafață de 781,46 ha, integral pe uscat.

## Localizare
Centrul sitului Dél-Bácska este situat la coordonatele 46°02′27″N 19°17′36″E / 46.040833°N 19.293333°E.

## Înființare
Situl Dél-Bácska a fost declarat sit de importanță comunitară în mai 2004 pentru a proteja 1 specie de plante și 5 specii de animale. Situl a fost protejat și ca arie specială de conservare în februarie 2010.

## Biodiversitate
Situată în ecoregiunea panonică, aria protejată conține 2 habitate naturale: Stepe și mlaștini sărate panonice, Pajiști stepice panonice pe loess.
La baza desemnării sitului se află mai multe specii protejate:
- plante (1): Cirsium brachycephalum
- amfibieni (2): buhai de baltă cu burta roșie (Bombina bombina), triton cu creastă dobrogean (Triturus dobrogicus)
- mamifere (2): dihor de stepă (Mustela eversmanii), popândău (Spermophilus citellus)
- reptile (1): țestoasa de baltă (Emys orbicularis)

Pe lângă speciile protejate, pe teritoriul sitului au mai fost identificate 10 specii de plante, 39 de specii de păsări, 4 specii de amfibieni, 1 specie de mamifere, 6 specii de nevertebrate, 2 specii de reptile.